# Rudolf Hrušínský
Rudolf Hrušínský (17 d'octubre de 1920 - 13 d'abril de 1994) va ser un actor de la República Txeca. Va ser un dels actors txecs més populars. Moltes de les seves pel·lícules com Dobrý voják Švejk, Spalovac mrtvol o Rozmarné léto es consideren clàssics del cinema txec. Va rebre la Legió d'Honor per França i el títol d'Artista Nacional a Txecoslovàquia. Jiří Menzel el va descriure una vegada com "el Jean Gabin txec."

## Biografia

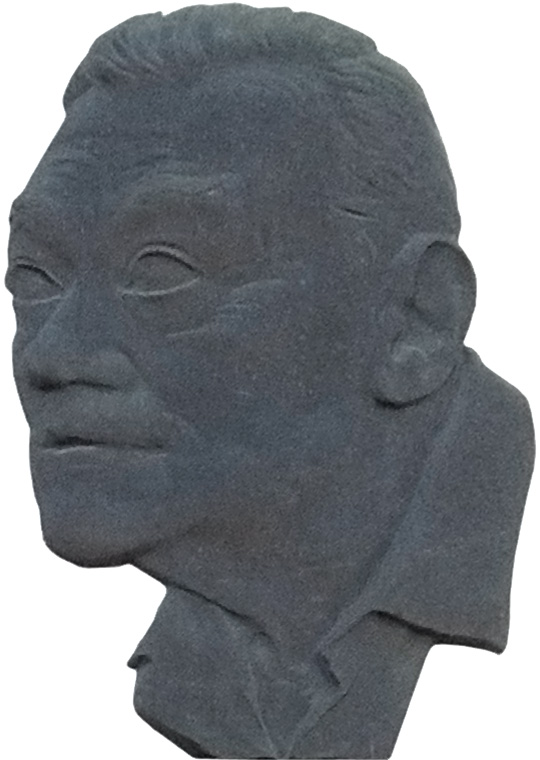
Placa commemorativa a la seva ciutat natal

Va néixer entre els escenaris del teatre de Nová Včelnice el 17 d'octubre de 1920. Els seus pares eren Hermina Červičková i Rudolf Hrušínský (nascut Rudolf Böhm). La seva família es va traslladar d'un lloc a un altre, però finalment es va establir a Praga. Va estudiar dret, però va abandonar-los per dedicar-se a la interpretació. Inicialment va protagonitzar obres de teatre menors, però va aconseguir escalar a papers de pel·lícules famosos, molts dels quals li van guanyar fama a l'estranger. Va passar la major part de la seva carrera teatral al Teatre Nacional txec. El 1968 va signar el manifest Les dues mil paraules. Com a resultat, no se li va permetre protagonitzar pel·lícules o cinemes fins al 1976. Malgrat això, pel seu paper a Spalovac mrtvol va guanyar el Premi al millor actor en la V Setmana Internacional de Cinema Fantàstic i de Terror.
El director Jiří Menzel tenia previst fer una adaptació de la sèrie de televisió d'Alemanya Occidental del Bon Soldat Švejk amb Hrušínský en el paper principal, però no van obtenir el permís del govern txecoslovac.
Després de la Revolució de Vellut va entrar al Parlament com a membre del Fòrum Cívic. Els seus fills Rudolf Hrušínský jr. i Jan Hrušínský són tots dos actors.
Va morir el 1994 i està enterrat al Cementiri d'Olšany, Praga.

## Filmografia
- Cesta do hlubin študákovy duše (1939)
- Humoreska (1939)
- Turbina (1941)
- Noční motýl (1941)
- Těžký život dobrodruha (1941)
- Barbora Hlavsová (1942)
- Jarní píseň (1944)
- Mlhy na Blatech (1944)
- Předtucha (1947)
- Tajemství krve (1953)
- Strakonický dudák (1955)
- Dobrý voják Švejk (1957)
- Hvězda jede na jih (1958)
- Poslušně hlásím (1958)
- Dařbuján a Pandrhola (1960)
- Noční host (1961)
- Rozmarné léto, 1967)
- Spalovac mrtvol (1968)
- Skřivánci na niti, 1969)
- Adéla ještě nevečeřela (1977)
- Kulový blesk, 1978)
- Báječní muži s klikou (1978)
- Lásky mezi kapkami deště (1979)
- Postřižiny, 1980)
- Pozor, vizita! (1981)
- Tajemství hradu v Karpatech, 1981)
- Unterwegs nach Atlantis (1982, sèrie de televisió)
- Slavnosti sněženek, (1983)
- Tři veteráni (1983)
- Rozpuštěný a vypuštěný, (1984)
- Vesničko má středisková, 1985)
- Smrt krásných srnců, 1986)
- Dobří holubi se vracejí (1988)
- Jak básníkům chutná život (1988)
- Obecná škola (1991)
- La piovra, temporada 8 (1992, sèrie de televisió)